# Alyangula
Alyangula – miasto w Australii, w Terytorium Północnym.